# Reigndance Club
Reigndance Club – limitowane EP zespołu Hungry Lucy wydany w 2004 przez belgijską wytwórnię Alfa Matrix. Zawiera różne klubowe remiksy utworów z Glō i To Kill a King.

## Lista utworów
1. To Kill a King (OIL 10 mix)
2. You Are (IMPLANT mix)
3. Fearful (aiboforcen mix)
4. Telltale Shot (SEIZE mix)
5. In the circle (D-KOY mix)
6. Shine (SERO.OVERDOSE mix)
7. The Chase (DISKONNEKTED mix)
8. In the Circle (Neikka RPM mix)
9. Could it Be? (dreamside mix)